# Luis Roberto Alves
Luis Roberto Alves dos Santos Gavranić, conegut com a Zague, (23 de maig de 1967) és un exfutbolista mexicà.

## Selecció de Mèxic
Va formar part de l'equip mexicà a la Copa del Món de 1994.